# Masato Yamazaki (Fußballspieler, 1990)
Masato Yamazaki (japanisch 山﨑 正登 Yamazaki Masato; * 12. Mai 1990 in der Präfektur Saitama) ist ein japanischer Fußballspieler.

## Karriere
Yamazaki erlernte das Fußballspielen in der Jugendmannschaft von Kashiwa Reysol. Seinen ersten Vertrag unterschrieb er 2009 bei Kashiwa Reysol. Der Verein spielte in der höchsten Liga des Landes, der J1 League. Am Ende der Saison 2009 stieg der Verein in die J2 League ab. 2010 wurde er mit dem Verein Meister der J2 League und stieg in die J1 League auf. Für den Verein absolvierte er neun Ligaspiele. Im Juli 2011 wechselte er zum Zweitligisten Fagiano Okayama. Für den Verein absolvierte er sechs Ligaspiele. 2012 wechselte er zum Ligakonkurrenten FC Gifu. Für den Verein absolvierte er 13 Ligaspiele. 2014 wechselte er zum Drittligisten YSCC Yokohama. Für den Verein absolvierte er 71 Ligaspiele.

## Erfolge
Kashiwa Reysol
- J1 League

Meister: 2011